# Xenosoma dubia
Xenosoma dubia är en fjärilsart som beskrevs av W. Warren 1900. Xenosoma dubia ingår i släktet Xenosoma och familjen björnspinnare. Inga underarter finns listade i Catalogue of Life.